# Karl Trotsche
Karl Trotsche, auch Karl Trotsche-Schwerin, Pseudonym Karl Schwerin (* 3. Dezember 1862 in Kassebohm; † 18. März 1920 in Bülow (bei Crivitz)) war ein deutscher Landwirt und Schriftsteller.

## Leben
Karl Trotsche wurde als Sohn eines mecklenburgischen Gutsbesitzers in Kassebohm (heute Ortsteil von Rostock) geboren. Er verlebte seine Kindheit in Alt Falkenhagen bei Waren (Müritz), besuchte die Große Stadtschule Rostock und absolvierte anschließend eine landwirtschaftliche Lehrausbildung. In der Folgezeit war er als Wirtschafter und Gutsverwalter auf den Barnerschen Gütern tätig, erst in Klein Tessin, 1900 in Bülow (bei Crivitz) und Klein Görnow. Während der Märzunruhen von 1920 wurde er von Aufständischen erschossen.

## Werke
Trotsche schrieb mehrere, teilweise autobiographisch gefärbte, belletristische Werk, die über drei Jahrzehnte in großen Auflagen verbreitet wurden:
- Söhne der Scholle. (1913. Mehr als 14 Auflagen bis 1952.)
- Mein Freund Enoch. Thematisiert die Freundschaft des Verfassers mit Vollrath Lübbe in Klein Lunow
- Meine drei Leibröcke. Autobiographische Erzählung.
- Wilde Rosen und Eichenbrüche. (1901. Mehr als 11 Auflagen bis 1942.)
- Ausgewählte Erzählungen. (1953)